# Aplonis corvina
Kosreški čvorak, poznat i kao čvorak otoka Kosrae,  a ranije kao planinski čvorak Kusaie, (lat. Aplonis corvina) je izumrla ptica iz porodice čvoraka (Sturnidae). Bio je endem planinskih šuma na otoku Kosrae koji pripada Karolinskom otočju u jugozapadnom Pacifiku.

## Opis
Dosezao je duljinu između 20 i 25,4 centimetra. Bio je poput vrane, sjajno crn i imao je dugačak zakrivljeni kljun kao i dugačak rep.

## Izumiranje
Čvorak Kosrae poznat je samo po pet primjeraka koje je između prosinca 1827. i siječnja 1828. uhvatila ekspedicija Kittlitz. Kittlitz je opisao pticu 1833. Tri kože mogu se vidjeti u Muzeju Sankt Peterburga u Rusiji i još dvije u Muzeju Naturalis u Leidenu. Godine 1880. ekspedicija koju je vodio Otto Finsch nije uspjela pronaći ovu pticu. Drugo istraživanje Whitney South Seas ekspedicije Američkog prirodoslovnog muzeja 1931. dokazalo je da je ova vrsta izumrla. Njegovo izumiranje najvjerojatnije su uzrokovali štakori koji su tijekom 19. stoljeća pobjegli s kitolovaca i postali široko rasprostranjeni na Kosraeu.

### Citati
1. ↑  BirdLife International. 2016. Aplonis corvina. IUCN Red List of Threatened Species. 2016: e.T22710496A94248268. doi:10.2305/IUCN.UK.2016-3.RLTS.T22710496A94248268.en. Pristupljeno 11. studenoga 2021.
2. ↑  Julian P. Hume; Alan Peterson. The correct publication date of Aplonis corvina (Kittlitz, 1833) (PDF). Julianhume.co.uk. Pristupljeno 22. ožujka 2022.

## Vanjske poveznice
- BirdLife Species Factsheet
- Biodiversity Heritage Library: Check-list of birds of the world. (1962)
- Biodiversity Heritage Library:  University of Kansas publications, Museum of Natural History. (1951)
- Catalogue of Life: Annual Checklist
- London Natural History Museum: A picture of five specimens